# 1194
Il 1194 (MCXCIV in numeri romani) è un anno  del XII secolo.

## Eventi
- luglio: Enrico VI scende nuovamente in Italia per rivendicare il Regno di Sicilia, ereditato da sua moglie Costanza d'Altavilla
- settembre-ottobre: Enrico VI conquista Napoli, Salerno e sottomette le città della Puglia
- 25 dicembre: Enrico VI, conquistata anche la capitale Palermo, si fa incoronare in cattedrale re di Sicilia.

## Nati
- 17 gennaio - Mainardo I di Tirolo-Gorizia, conte († 1258)
- 16 aprile - Ezzelino III da Romano, condottiero e politico italiano († 1259)
- 16 luglio - Chiara d'Assisi, religiosa italiana († 1253)
- 21 agosto - Ronald Guternbach, politico e scrittore tedesco († 1268)
- 30 novembre - Andrea Caccioli, presbitero italiano († 1254)
- 14 dicembre - Berengaria del Portogallo, regina († 1221)
- 26 dicembre - Federico II di Svevia, sovrano († 1250)
- Ibn Abi Usaybi'a, medico e storico arabo († 1270)
- Agnello da Pisa, religioso italiano († 1235)
- Albertet de Sisteron, trovatore francese († 1221)
- Rusudan di Georgia, regina († 1245)
- Filippo II di Namur, nobile francese († 1226)
- Maurice FitzGerald, II signore di Offaly, nobile irlandese († 1257)
- Jacob Anatoli, letterato e filosofo francese († 1256)
- Walther van Keppel, militare olandese († 1266)
- Margherita di Huntingdon, nobile scozzese
- Gilbert Marshal, IV conte di Pembroke, nobile inglese († 1241)
- Nahmanide, rabbino, filosofo e medico spagnolo († 1270)
- Saionji Saneuji, poeta giapponese († 1269)
- Benedetta di Cagliari, nobile italiana († 1233)

## Morti
- 10 gennaio - Benincasa di Cava, abate italiano
- 20 febbraio - Tancredi di Sicilia, sovrano normanno
- 5 maggio - Casimiro II di Polonia, sovrano polacco (n. 1138)
- 27 giugno - Sancho VI di Navarra, re (n. 1132)
- 27 settembre - Rinaldo di Courtenay, nobile
- 9 ottobre - Goffredo di Hohenstaufen, patriarca cattolico tedesco
- 8 novembre - Bernardo II, vescovo cattolico italiano
- 15 novembre - Margherita I di Fiandra, contessa (n. 1145)
- 31 dicembre - Leopoldo V di Babenberg, nobile austriaco (n. 1157)
- Adhémar de Beynac, nobile francese
- Eustazio di Tessalonica, arcivescovo ortodosso e scrittore bizantino
- Alessio Gidos, generale bizantino
- Uberto de' Olevano, funzionario italiano
- Raimondo V di Tolosa, conte (n. 1134)
- Roberto IV d'Alvernia, conte
- Ugo di Bonnevaux, abate e santo francese
- Basilio Vatatzes, generale bizantino
- Guido di Lusignano, cavaliere medievale francese

## Calendario
| Calendario 1194 | Calendario 1194 | Calendario 1194 | Calendario 1194 | Calendario 1194 | Calendario 1194 | Calendario 1194 | Calendario 1194 | Calendario 1194 | Calendario 1194 | Calendario 1194 | Calendario 1194 | Calendario 1194 | Calendario 1194 | Calendario 1194 | Calendario 1194 | Calendario 1194 | Calendario 1194 | Calendario 1194 | Calendario 1194 | Calendario 1194 | Calendario 1194 | Calendario 1194 | Calendario 1194 | Calendario 1194 | Calendario 1194 | Calendario 1194 | Calendario 1194 | Calendario 1194 | Calendario 1194 | Calendario 1194 | Calendario 1194 | Calendario 1194 |
| --------------- | --------------- | --------------- | --------------- | --------------- | --------------- | --------------- | --------------- | --------------- | --------------- | --------------- | --------------- | --------------- | --------------- | --------------- | --------------- | --------------- | --------------- | --------------- | --------------- | --------------- | --------------- | --------------- | --------------- | --------------- | --------------- | --------------- | --------------- | --------------- | --------------- | --------------- | --------------- | --------------- |
|                 | 1               | 2               | 3               | 4               | 5               | 6               | 7               | 8               | 9               | 10              | 11              | 12              | 13              | 14              | 15              | 16              | 17              | 18              | 19              | 20              | 21              | 22              | 23              | 24              | 25              | 26              | 27              | 28              | 29              | 30              | 31              |                 |
| Gennaio         | Sa              | Do              | Lu              | Ma              | Me              | Gi              | Ve              | Sa              | Do              | Lu              | Ma              | Me              | Gi              | Ve              | Sa              | Do              | Lu              | Ma              | Me              | Gi              | Ve              | Sa              | Do              | Lu              | Ma              | Me              | Gi              | Ve              | Sa              | Do              | Lu              |                 |
| Febbraio        | Ma              | Me              | Gi              | Ve              | Sa              | Do              | Lu              | Ma              | Me              | Gi              | Ve              | Sa              | Do              | Lu              | Ma              | Me              | Gi              | Ve              | Sa              | Do              | Lu              | Ma              | Me              | Gi              | Ve              | Sa              | Do              | Lu              |                 |                 |                 |                 |
| Marzo           | Ma              | Me              | Gi              | Ve              | Sa              | Do              | Lu              | Ma              | Me              | Gi              | Ve              | Sa              | Do              | Lu              | Ma              | Me              | Gi              | Ve              | Sa              | Do              | Lu              | Ma              | Me              | Gi              | Ve              | Sa              | Do              | Lu              | Ma              | Me              | Gi              |                 |
| Aprile          | Ve              | Sa              | Do              | Lu              | Ma              | Me              | Gi              | Ve              | Sa              | Do              | Lu              | Ma              | Me              | Gi              | Ve              | Sa              | Do              | Lu              | Ma              | Me              | Gi              | Ve              | Sa              | Do              | Lu              | Ma              | Me              | Gi              | Ve              | Sa              |                 |                 |
| Maggio          | Do              | Lu              | Ma              | Me              | Gi              | Ve              | Sa              | Do              | Lu              | Ma              | Me              | Gi              | Ve              | Sa              | Do              | Lu              | Ma              | Me              | Gi              | Ve              | Sa              | Do              | Lu              | Ma              | Me              | Gi              | Ve              | Sa              | Do              | Lu              | Ma              |                 |
| Giugno          | Me              | Gi              | Ve              | Sa              | Do              | Lu              | Ma              | Me              | Gi              | Ve              | Sa              | Do              | Lu              | Ma              | Me              | Gi              | Ve              | Sa              | Do              | Lu              | Ma              | Me              | Gi              | Ve              | Sa              | Do              | Lu              | Ma              | Me              | Gi              |                 |                 |
| Luglio          | Ve              | Sa              | Do              | Lu              | Ma              | Me              | Gi              | Ve              | Sa              | Do              | Lu              | Ma              | Me              | Gi              | Ve              | Sa              | Do              | Lu              | Ma              | Me              | Gi              | Ve              | Sa              | Do              | Lu              | Ma              | Me              | Gi              | Ve              | Sa              | Do              |                 |
| Agosto          | Lu              | Ma              | Me              | Gi              | Ve              | Sa              | Do              | Lu              | Ma              | Me              | Gi              | Ve              | Sa              | Do              | Lu              | Ma              | Me              | Gi              | Ve              | Sa              | Do              | Lu              | Ma              | Me              | Gi              | Ve              | Sa              | Do              | Lu              | Ma              | Me              |                 |
| Settembre       | Gi              | Ve              | Sa              | Do              | Lu              | Ma              | Me              | Gi              | Ve              | Sa              | Do              | Lu              | Ma              | Me              | Gi              | Ve              | Sa              | Do              | Lu              | Ma              | Me              | Gi              | Ve              | Sa              | Do              | Lu              | Ma              | Me              | Gi              | Ve              |                 |                 |
| Ottobre         | Sa              | Do              | Lu              | Ma              | Me              | Gi              | Ve              | Sa              | Do              | Lu              | Ma              | Me              | Gi              | Ve              | Sa              | Do              | Lu              | Ma              | Me              | Gi              | Ve              | Sa              | Do              | Lu              | Ma              | Me              | Gi              | Ve              | Sa              | Do              | Lu              |                 |
| Novembre        | Ma              | Me              | Gi              | Ve              | Sa              | Do              | Lu              | Ma              | Me              | Gi              | Ve              | Sa              | Do              | Lu              | Ma              | Me              | Gi              | Ve              | Sa              | Do              | Lu              | Ma              | Me              | Gi              | Ve              | Sa              | Do              | Lu              | Ma              | Me              |                 |                 |
| Dicembre        | Gi              | Ve              | Sa              | Do              | Lu              | Ma              | Me              | Gi              | Ve              | Sa              | Do              | Lu              | Ma              | Me              | Gi              | Ve              | Sa              | Do              | Lu              | Ma              | Me              | Gi              | Ve              | Sa              | Do              | Lu              | Ma              | Me              | Gi              | Ve              | Sa              |                 |